# Sydney Scott
Sydney Scott (ur. 28 lipca 1910, zm. 1990) – maltański piłkarz wodny, olimpijczyk.
W 1936 roku wystąpił wraz z drużyną maltańską na igrzyskach w Berlinie. Podczas tego turnieju zagrał we wszystkich trzech spotkaniach fazy grupowej. Reprezentanci tego kraju przegrali wszystkie trzy mecze (2–8 z Brytyjczykami, 0–12 z Węgrami oraz 0–7 z Jugosławią) i odpadli z dalszej części rozgrywek.